# Preactis
Preactis is een geslacht van neteldieren uit de klasse van de Anthozoa (bloemdieren).

## Soort
- Preactis millardae England in England & Robson, 1984